# 武部鉄工所
株式会社武部鉄工所（たけべてっこうしょ、英: TAKEBE TEKKOSHO Co.,Ltd.）は、日本の機械メーカー。1939年設立。

## 本社所在地
神奈川県厚木市緑ヶ丘5-18-1

## 概要
バス、トラックの部品を主力とする。

## 沿革
- 1919年 東京品川にて会社創立、製缶・板金加工
- 1939年 株式会社改組、各種車輌部品・冷暖房用機器・化学機械製造
- 2005年 タケベ・タイランド設立